# Arquitectura de Kazajistán
La Arquitectura de Kazajistán se caracteriza por el empleo de la arquitectura orgánica y por las raras y llamativas formas que presentan sus construcciones.

## Características
Las características principales de la arquitectura kazaja son la delicadeza, solidez y detalles de las construcciones. Esto se puede ver en la fortaleza de Astaná. Esta edificación tiene unos vidrios blindados de color ocre y una entrada enorme. A los costados de las escalinatas a la entrada del centro de la ciudad se puede presenciar una cascada y unos conos de adorno que simulan ser de oro. Con esta construcción puede apreciarse que la arquitectura kazaja mezcla el hábitat natural con el estilo arquitectónico peculiar kazajo.

## Fuentes de agua

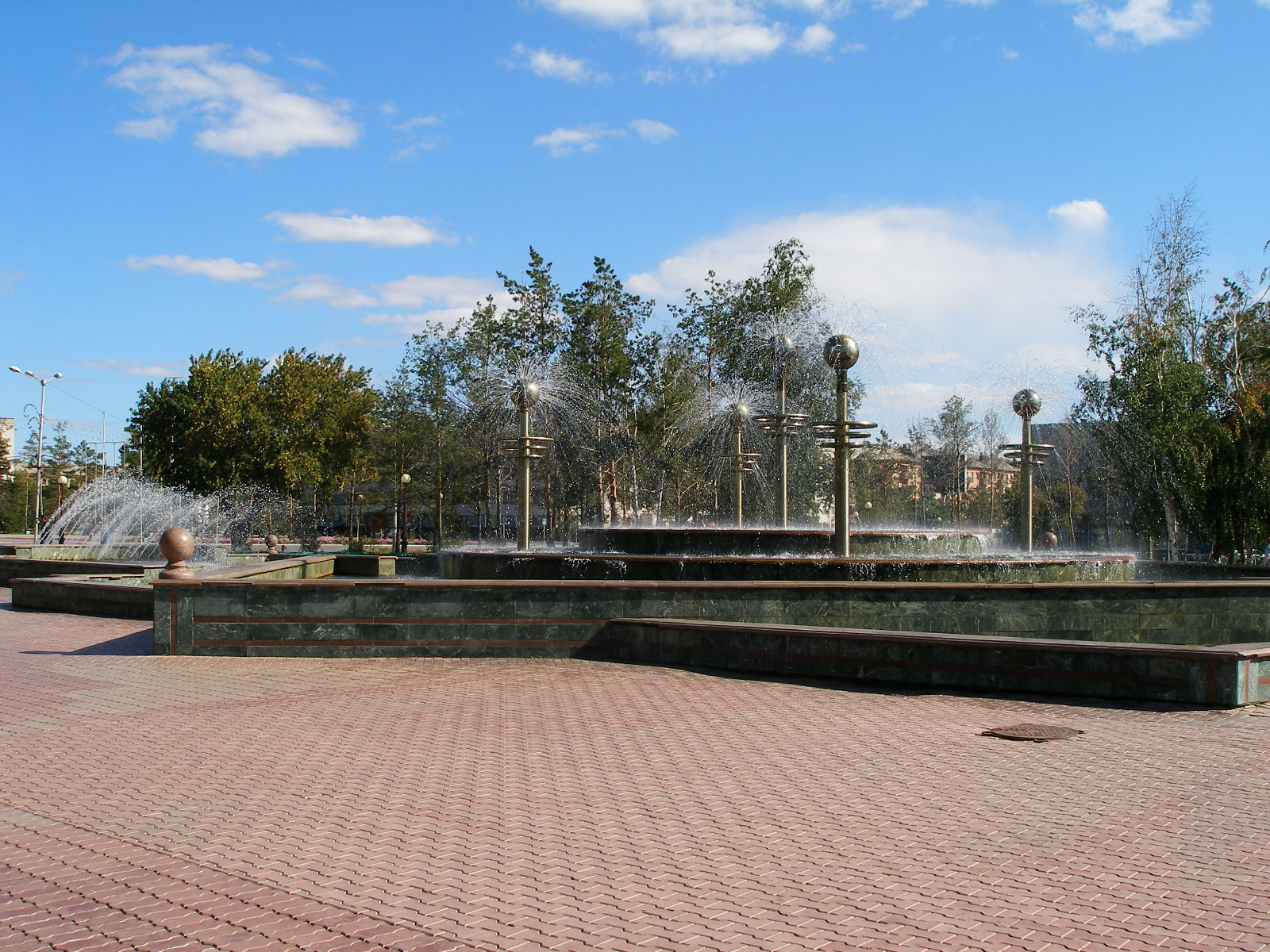
Fuente en Pavlodar con árboles verdes al fondo.